# 株式仲買店員
「株式仲買店員」（かぶしきなかがいてんいん、The Stockbroker's Clerk）は、イギリスの小説家、アーサー・コナン・ドイルによる短編小説。シャーロック・ホームズシリーズの一つで、56ある短編小説のうち16番目に発表された作品である。イギリスの「ストランド・マガジン」1893年3月号、アメリカの「ハーパーズ・ウィークリー」1893年3月11日号に発表。同年発行の第2短編集『シャーロック・ホームズの思い出』(The Memoirs of Sherlock Holmes) に収録された。訳者により「株式仲買人」の邦題もある。

## あらすじ
ワトスンが結婚して開業した後の事件である。1888年または1889年の事件と考えられている。
勤め先が倒産し、モーソン商会に転職することになっていた株式仲買人のパイクロフトが、バーミンガムにある別の会社の営業支配人として雇われることになった。ところがこの会社は名ばかりの小さな事務所で、社員はパイクロフト1人きり。しかもこの職を斡旋した男と、会社の社長が、変装した同一人物ではないかと疑い、不審に思ったパイクロフトはシャーロック・ホームズに真相の調査を依頼する。
この会社、フランコ・ミッドランド金物会社の社長であるピンナーは、パイクロフトに、入社を承諾したという旨の誓約書を書かせ、さらに自分はモーソン商会と喧嘩をしているので、モーソン商会には断りの手紙を書かないでほしいという。そして仕事の内容とは、人名録から金物業者の名前を書き写させることだけであった。数日かけて書き写した書類を提出すると、次は家具商の名前を書き写させられた。
ホームズとワトスンは、パイクロフトの友人で失業中の身ということにして、ピンナーに会うことにした。彼らの前を歩いていたピンナーは新聞を買い、事務所に入った。ホームズたちがそこを訪れたところ、ピンナーは恐怖におびえた顔をしており、彼らと少し話をしただけで奥の部屋に引っ込んでしまう。そこで大きな物音がしたので3人が部屋に飛び込むと、ピンナーが首を吊って自殺を図ろうとしているところだった。
事件の真相はこうだった。ピンナーともう一人の男がグルになって、その男がモーソン商会へパイクロフトの身代わりで勤めていたのだ。パイクロフトに誓約書を書かせたのは、彼の筆跡を真似るためであり、モーソン商会へ断りを入れない限りは、パイクロフトとしての仕事ができる。その仕事とは、モーソン商会に保管されている証券類を盗みだすことだった。商会が休業となる土曜の午後に、にせパイクロフトは証券を盗みだしたが、見つかって逮捕されてしまった。さらに彼は警備員を殺害していた。そのことを新聞で知ったピンナーが自殺しようとしたのだ。